# Papa Bonifacije
Ukupno su bilo osmorica papa imena Bonifacije.
- Bonifacije I. (418. – 422.)
- Bonifacije II. (530. – 532.)
- Bonifacije III. (607.)
- Bonifacije IV. (608. – 615.)
- Bonifacije V. (619. – 625.)
- Bonifacije VI. (896.)
- Bonifacije VIII. (1294. – 1303.)
- Bonifacije IX. (1389. – 1404.)

Postojao je i jedan protupapa ovog imena:
- Bonifacije VII., protupapa (974. i 984. – 985.)